# ロベルト・インシーニェ
ロベルト・インシーニェ（イタリア語: Roberto Insigne、1994年5月11日 - ）は、イタリア・フラッタマッジョーレ出身のサッカー選手。パレルモFC所属。ポジションはFW。

## クラブ歴
SSCナポリの下部組織出身。2012年12月6日に行われたUEFAヨーロッパリーグ 2012-13のPSVアイントホーフェン戦で選手初出場を記録した。翌年1月13日のセリエA初出場の際には兄とともにプレーした。
2013年7月22日にクリスティアーノ・ルカレッリ監督からのオファーを受けてレガ・プロ・プリマ・ディヴィジオーネのペルージャ・カルチョへの期限付き移籍となった。翌年8月に同じくレガ・プロのレッジーナ1914に期限付き移籍した。2015年7月15日にナポリのチームメイトであるジェンナーロ・トゥティーノとともにセリエBのUSアヴェッリーノ1912に買取オプション付きで期限付き移籍した。2016-17シーズン開始に一旦ナポリに戻ったものの、2017年1月12日にセリエBのラティーナ・カルチョ1932に期限付き移籍。同年7月23日にセリエB昇格組のパルマ・カルチョ1913に期限付き移籍した。
2018年7月21日にセリエBのベネヴェント・カルチョに1シーズンの期限付き移籍。2019年6月23日にベネヴェントに完全移籍した。2020年6月29日にクラブは昇格を決めた。 10月25日のセリエA・ナポリ戦で初得点を記録した。またこの試合では兄もナポリの選手として得点を記録しているため、同一試合で兄弟が得点を決めたセリエA史上二例目の記録となった。なお、前に達成したのは1949年のニエルシュ・イシュトヴァーン、ニエルシュ・フェレンツ兄弟であった。
2022年8月27日に2年契約でセリエBのフロジノーネ・カルチョに完全移籍した。
2023年7月12日にセリエBのパレルモFCに3年契約で完全移籍した。

## 代表歴
U-18からU-21代表での出場経歴がある。

## プレースタイル
小柄ながら素早く、技術のある左利きで、前線ならどこでも出来る選手である。組み立てと得点能力からセカンドストライカー乃至トップ下を務める他、快足を見込んでウイングで起用されることもある。

## 私生活
兄はイタリア代表のロレンツォ・インシーニェである。また、一番上の兄と一番下の弟もアマチュアのサッカー選手である。